# 恋のトリセツ 別れ編
『恋のトリセツ 別れ編』（こいのとりせつ わかれへん、原題: Breakin' All the Rules）は、2004年のアメリカ映画。ジェイミー・フォックス、ガブリエル・ユニオン主演。
日本では劇場公開されずにソニー・ピクチャーズ エンタテインメントからDVDが発売された。

## あらすじ
婚約者に振られたクインシーは、恋人同士の別れ方の入門書がないことに気づき、自ら執筆した。
ベストセラーになったその本のおかげで、クインシーのファンも増え、彼のもとに相談者も押しかけてくる。
そんな中、クインシーは相談者のひとり、ニッキーに恋をしてしまった。

## キャスト
※括弧内は日本語吹き替え
- クインシー - ジェイミー・フォックス（高木渉）
- リタ - ジェニファー・エスポジート（山田みほ）
- エヴァン - モリス・チェストナット（咲野俊介）
- ニッキー - ガブリエル・ユニオン（亀井芳子）
- フィリップ - ピーター・マクニコル（島田敏）